# Elsabeth Black
Elsabeth Black (ur. 8 września 1995 r. w Halifaxie) – kanadyjska gimnastyczka sportowa, srebrna medalistka mistrzostw świata, pięciokrotna złota medalistka igrzysk panamerykańskich, trzykrotna złota medalistka Igrzysk Wspólnoty Narodów, złota medalistka uniwersjady, uczestniczka dwóch igrzysk olimpijskich.

## Igrzyska olimpijskie
Wystąpiła na letnich igrzyskach olimpijskich w Londynie w 2012 roku. W rywalizacji skoku zdołała awansować do finału, lecz z powodu kontuzji nie przystąpiła do drugiego skoku. W wieloboju drużynowym zajęła piątą pozycję.
Cztery lata później w Rio de Janeiro awansowała do finału wieloboju indywidualnego, zajmując piąte miejsce.
| Igrzyska | Miejsce        | Konkurencja                           | Kwalifikacje | Kwalifikacje | Finał   | Finał   |
| Igrzyska | Miejsce        | Konkurencja                           | Punkty       | Pozycja      | Punkty  | Pozycja |
| -------- | -------------- | ------------------------------------- | ------------ | ------------ | ------- | ------- |
| IO 2012  | Londyn         | Skok                                  | 14,366       | 8. Q         | 0,000   | 8.      |
| IO 2012  | Londyn         | Ćwiczenia na równoważni               | 13,966       | 26.          | NQ      | NQ      |
| IO 2012  | Londyn         | Ćwiczenia wolne                       | 14,233       | 15.          | NQ      | NQ      |
| IO 2012  | Londyn         | Wielobój drużynowy                    | 167,696      | 8. Q         | 170,804 | 5.      |
| IO 2016  | Rio de Janeiro | Wielobój indywidualny                 | 56,965       | 13. Q        | 58,298  | 5.      |
| IO 2016  | Rio de Janeiro | Skok                                  | 14,499       | 15.          | NQ      | NQ      |
| IO 2016  | Rio de Janeiro | Ćwiczenia na poręczach asymetrycznych | 14,500       | 31.          | NQ      | NQ      |
| IO 2016  | Rio de Janeiro | Ćwiczenia na równoważni               | 13,566       | 44.          | NQ      | NQ      |
| IO 2016  | Rio de Janeiro | Ćwiczenia wolne                       | 14,133       | 15.          | NQ      | NQ      |
| IO 2016  | Rio de Janeiro | Wielobój drużynowy                    | 171,761      | 9.           | NQ      | NQ      |